# Idar-Oberstein

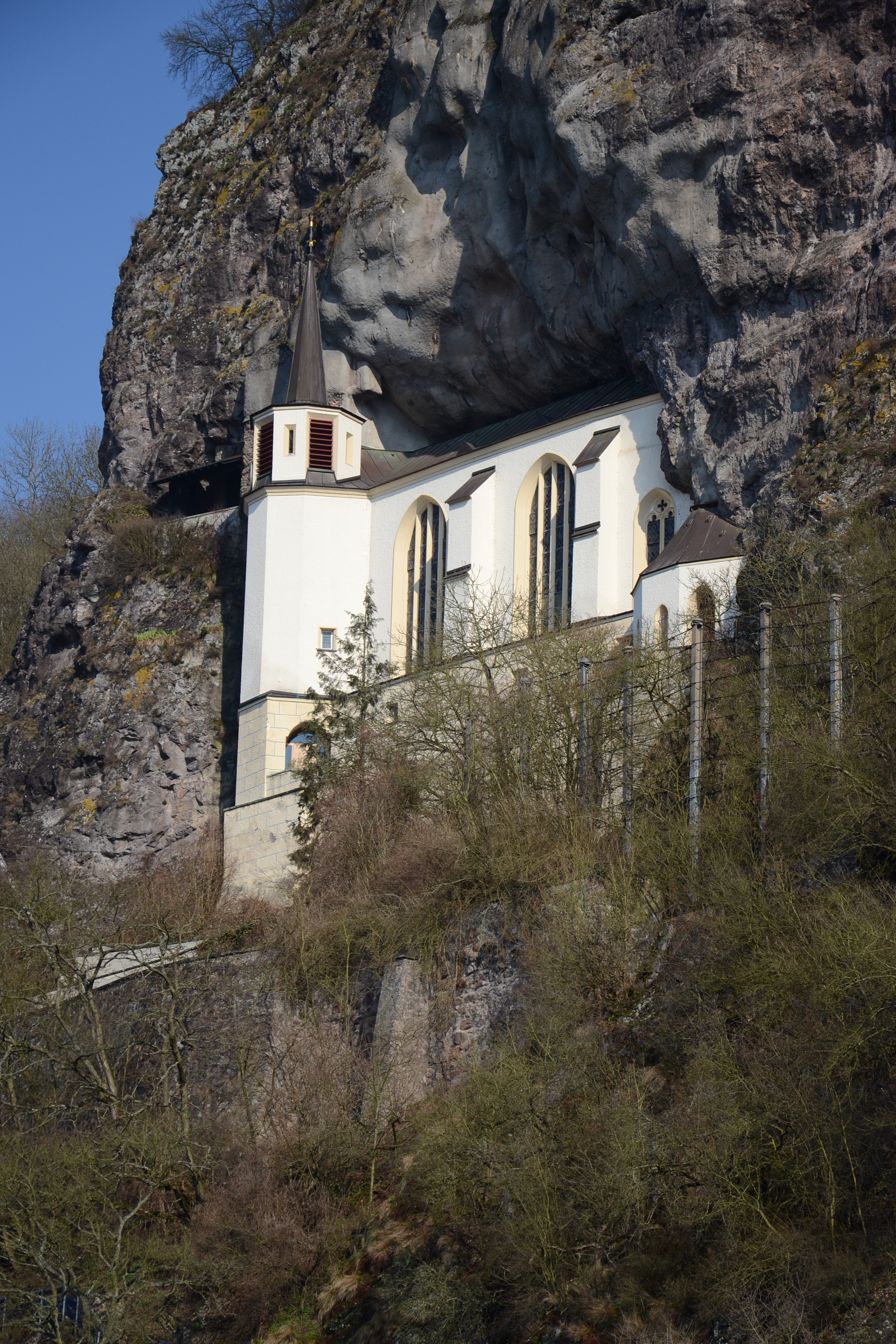
Felsenkirche, uma igreja que é o símbolo da cidade

Idar-Oberstein é uma cidade da Alemanha localizada no distrito de Birkenfeld, estado da Renânia-Palatinado. É conhecida mundialmente como a capital alemã da indústria de gemas.
Cidade também conhecida por ser cidade natal de Bruce Willis, premiado ator estadunidense.